# Fulica infelix
Fulica infelix ist eine fossile Rallenart aus der Gattung der Blässhühner. Sie ist nur vom Holotypus bekannt, der aus dem distalen Ende des linken Tibiotarsus besteht. Das Material wurde in der Juntura-Gesteinsformation im Malheur County im Bundesstaat Oregon entdeckt und wird heute im Naturkundemuseum der University of Oregon aufbewahrt. 
Fulica infelix war kleiner als das rezente Indianerblässhuhn. Die Art lebte im Zancleum Nordamerikas vor 5,3 bis 3,6 Millionen Jahren. 
Das Artepitheton leitet sich vom lateinischen Wort „infelix“ (unglücklich) ab, das wiederum eine Anspielung auf das französische Wort „malheur“ (Missgeschick) im Namen der Typuslokalität Malheur County darstellt.